# Школи буддизму
| Хронологія розвитку і поширення буддійських шкіл (450 до н. е. – 1300 рік н. е.) |                                  |                         |                         |                                                   |                                                   |                                                   |                                                   |                                                   |                    |                    |                    |
|                                                                                  |                                  |                         |                         |                                                   |                                                   |                                                   |                                                   |                                                   |                    |                    |                    |
|                                                                                  | 450 до н.е.                      | 450 до н.е.             | 250 до н.е.             | 100 н.е.                                          | 100 н.е.                                          | 500                                               | 500                                               | 700                                               | 800                | 800                | 1200               |
|                                                                                  |                                  |                         |                         |                                                   |                                                   |                                                   |                                                   |                                                   |                    |                    |                    |
| Індія                                                                            | рання Сангха                     |                         |                         |                                                   |                                                   |                                                   |                                                   |                                                   |                    |                    |                    |
| Індія                                                                            | рання Сангха                     | Школи раннього буддизму | Школи раннього буддизму | Школи раннього буддизму                           | Школи раннього буддизму                           | Махаяна                                           | Махаяна                                           | Ваджраяна                                         | Ваджраяна          | Ваджраяна          |                    |
| Індія                                                                            | рання Сангха                     | Школи раннього буддизму | Школи раннього буддизму | Школи раннього буддизму                           | Школи раннього буддизму                           |                                                   |                                                   |                                                   |                    |                    |                    |
| Індія                                                                            | рання Сангха                     |                         |                         |                                                   |                                                   |                                                   |                                                   |                                                   |                    |                    |                    |
| Індія                                                                            | рання Сангха                     |                         |                         |                                                   |                                                   |                                                   |                                                   |                                                   |                    |                    |                    |
|                                                                                  |                                  |                         |                         |                                                   |                                                   |                                                   |                                                   |                                                   |                    |                    |                    |
| Шрі-Ланка та Південно-Східна Азія                                                |                                  |                         | Тхеравада               | Тхеравада                                         |                                                   |                                                   |                                                   |                                                   |                    |                    |                    |
| Шрі-Ланка та Південно-Східна Азія                                                |                                  |                         |                         |                                                   |                                                   |                                                   |                                                   |                                                   |                    |                    |                    |
| Шрі-Ланка та Південно-Східна Азія                                                |                                  |                         | Тхеравада               | Тхеравада                                         | Ваджраяна в Південно-Східній Азії                 |                                                   |                                                   |                                                   |                    |                    |                    |
|                                                                                  |                                  |                         |                         |                                                   |                                                   |                                                   |                                                   |                                                   |                    |                    |                    |
| Центральна Азія                                                                  |                                  |                         | Греко-буддизм           | Греко-буддизм                                     | Греко-буддизм                                     | Греко-буддизм                                     |                                                   | Тибетський буддизм                                | Тибетський буддизм | Тибетський буддизм | Тибетський буддизм |
| Центральна Азія                                                                  |                                  |                         |                         |                                                   |                                                   |                                                   |                                                   | Тибетський буддизм                                | Тибетський буддизм | Тибетський буддизм | Тибетський буддизм |
| Центральна Азія                                                                  | Буддизм Великого шовкового шляху |                         |                         |                                                   |                                                   |                                                   |                                                   | Тибетський буддизм                                | Тибетський буддизм | Тибетський буддизм | Тибетський буддизм |
|                                                                                  |                                  |                         |                         |                                                   |                                                   |                                                   |                                                   |                                                   |                    |                    |                    |
| Далекосхідний буддизм                                                            |                                  |                         |                         | Чань, Тендай, Буддизм Чистої Землі, Дзен, Нітірен | Чань, Тендай, Буддизм Чистої Землі, Дзен, Нітірен | Чань, Тендай, Буддизм Чистої Землі, Дзен, Нітірен | Чань, Тендай, Буддизм Чистої Землі, Дзен, Нітірен | Чань, Тендай, Буддизм Чистої Землі, Дзен, Нітірен | Сінгон             | Сінгон             | Сінгон             |
| Далекосхідний буддизм                                                            |                                  |                         |                         | Чань, Тендай, Буддизм Чистої Землі, Дзен, Нітірен | Чань, Тендай, Буддизм Чистої Землі, Дзен, Нітірен | Чань, Тендай, Буддизм Чистої Землі, Дзен, Нітірен | Чань, Тендай, Буддизм Чистої Землі, Дзен, Нітірен | Чань, Тендай, Буддизм Чистої Землі, Дзен, Нітірен |                    |                    |                    |
|                                                                                  |                                  |                         |                         |                                                   |                                                   |                                                   |                                                   |                                                   |                    |                    |                    |
|                                                                                  | 450 до н. е.                     | 450 до н. е.            | 250 до н.е.             | 100 н.е.                                          | 100 н.е.                                          | 500                                               | 500                                               | 700                                               | 800                | 800                | 1200               |
| \| \| Позначення: \| \| = Тхеравада \| \| = Махаяна \| \| = Ваджраяна \|         |                                  |                         |                         |                                                   |                                                   |                                                   |                                                   |                                                   |                    |                    |                    |
|                                                                                  | Позначення:                      |                         | = Тхеравада             |                                                   | = Махаяна                                         |                                                   | = Ваджраяна                                       |                                                   |                    |                    |                    |

Серед безлічі шкіл збереглися тільки школи напрямків Тхеравада, Махаяна та Ваджраяна (в поєднанні з Махаяною).

## Ранні школи буддизму (нікая)
- Тхеравада — «вчення старійшин», хаймавата — «гімалайські»
  - Вібгадж'явада (утворилася до  240 до н.е. і під час правління цар Ашокі) — «вчення про аналіз»,
    - Тхеравада (приблизно 240 до н.е.), вважається продовженням Стхавіравади та Вібгадж'явади
      - Абхаягірівада
      - Махавіхаравада (сучасна Тхеравада)[джерело?]
      - Джетаванія

    - Махішасака (V ст. до н. е.) — «організатори землі»
    - Каш'япія (друга половина III ст. до н. е.) — «послідовники Каш'япи», також суваршіка «послідовники Суварші» 
    - Дгармагуптака (III ст. до н. е.) — «послідовники Дгармагупти» або «захисники Дгарми»

  - Пудгалавада (приблизно 280 до н.е.) — «вчення про пудгалу»
    - Ватсіпутрія (під час правління царя Ашоки) — після розколу в другій половині II ст. до н. е. стала називатися Самматія — «ті, які живуть в злагоді»
      - Дхармоттарія (початок III ст. до н. е.) — «послідовники Дхармоттари»
      - Бхадраянія (друга половина II ст. до н. е.) — «ті, хто йде по шляху  Бхадри»
      - Шаннагаріка (друга половина II ст. до н. е.) — «з шести міст» (також Сандагірія — «з дрімучого лісу»)
      - Авантака

  - Сарвастівада (приблизно 237 до н. е.) — «вчення про те, що все існує» (також Вайбгашика[en] — «послідовники Коментаря»)
    - Непальські вайбгашики[1]
    - Вайбгашики з східної Індії[2]
    - Вайбгашики з центральної Індії
    - Кашмірські вайбгашики
    - Апарантака-вайбгашики[3]
    - Багірдешака — «іноземні вчителі» (також пашчатія — «ті, що живуть на захід від  Кашміра», гандхарські вабгашики)[4]
    - Муласарвастівада (III — IV ст.) — «корінна Сарвастівада»
    - Шабдіка — «[послідовники вчення] про слово»[5]
    - Саутрантіка (приблизно 50 до н. е. — 100) — «ті, що спираються на сутри», також санкрантівада «вчення про перехід», тамрашатія «одягнені в сукні мідного кольору», дарштантіка «що використовують приклади»:[6]

Серед саутрантиків виділялися різні течії:
За визнаним авторитетом: 
- -     -       - Агаманусаріно-саутрантіка (послідовники писань Абгідгарми)
      - Ньяянусаріно-саутрантіка (послідовники семи логічних трактат Дгармакірті)

За ставленням до сприйманого: 
- -     -       - Зунзін джаннямпа (gZung ‘dzin grang mnyam pa, «рівна кількість об'єктів і суб'єктів»)[7]
      - Гон(г)а чецальва (sGo nga phyed tshal ba, «половинка яйця»)
      - Нацог німепа (sNa tshogs gnyis med pa, «недвійковість різноманіть»)
- Махасангхіка (приблизно 380 до н.е.) — «велика громада»
  - Мадг'ядешика
  - Екав'явахаріка (під час правління царя Ашоки) — «ті, чия практика [дає результати] в одну [мить]»
    - Локоттаравада (III ст. до н. е. — «вчення про те, що за межами світу»

  - Гокуліка (під час правління царя Ашоки) — «з роду бика», також куккулакатха — «міркування про гарячий попіл»
    - Бахушрутія (кінець III ст. до н. е.) — «ті, хто багато чув»
    - Праджняптівада (кінець III ст. до н. е.) — «вчення про те, що [всі речі суть лише] назва»

  - Чайтіка (середина I ст. до н. е.) — «[що оселилися на горі] з чайтьєю»
    - Андхака[8] — «з Андхри»
      - Апарашайла — «з західної гори»
      - Уттарашайла, Пурвашайла — «зі східної гори»
      - Раджагірія[9] — «з Раджагріхи»
      - Сіддгартхика
      - Апарараджагірика (Ваджирія)

Влив ранніх школ на пізні:
Розділ Віная школи Дгармагуптака використовують такі школи Віная:
- Китайська Люй-цзун
  - Наньшань-цзун[10] (в доктринальному плані спирається на вчення Йогачари[11]. В XI ст. Юаньчжан предприйняв зусилля для поєднання канонів Тяньтай і Люй та склав коментар до праці Даосюаня для адептів Тяньтай[12])
    - Корейська Юль-чон (Кеюль, Намсан)
    - Японська Ріссю: Тосьодайдзі-ха

  - Сянбу-цзун (Сифеньлюй-цзун) (опиралась на вчення школи Ченші)[13]
  - Дунта-цзун (опиралась на вчення Сарвастівади)[14]

Крім того, в китайському каноні містяться статути Вінаї шкіл Сарвастівада, Муласарвастівада, Махіщасака, махасангхіків, Каш'япія, Самматія
Інші впливи на пізні школи:
- Китайсько-корейсько-японська школа Ченші-цзун (Сонсиль-чонь, Дзьодзицу-сю) (сатьясіддхі/таттвасіддхі) вважається відгалуженням шкіл Саутрантіка, Дгармагуптака або Бахушрутія (поглинена школами Саньлунь і Фасян).
- Китайська школа [стара] Пітань-цзун (абгідгарма) ґрунтувалася на тлумаченні абгідгармічних текстів школи Сарвастівада
- Китайсько-корейсько-японська Цзюйше-цзун (кор. Куса-чонь, яп. Куся-сю:) (коша) або нова питань-цзун (абгідгарма) вважається відгалуженням школи Сарвастівада/Саутрантіка (є субтрадицією школи Фасян/Хоссо).

На китайську мову переведені також абгідгармічні трактати Дгармагуптаки і Самматії; у китайський канон увійшли сутри Дгармагуптаки, Сарвастівади, Махасангхіки і Каш'япії.
Всі тибетські і монгольські ченці слідують винаї Муласарвастівади, відома була в Тибеті і «Пратімокша-сутра» локоттарвадінів та екав'явахариків. У тибетських монастирях вивчається Абгідгарма-коша Васубандгу, а до складу канону увійшли сутри Муласарвастівади та в невеликій кількості — Тхеравади.

## Тхеравада
Різні школи Тхеравади пов'язані з коментаторськими традиціями на палійський канон або зі специфічною практикою. Можлива істотна різниця в інтерпретації правил вінайї.
- Бангладеш:
  - Сангхарадж-нікая
  - Махастхабір-нікая
- Бірма:[23]
  - Тхудхамма-нікая
    - Віпасана вчителля Махасі Саядо та лінії учнів — У Ба Кхін, Гоенка, Insight Meditation Society[en]

  - Шведжин-нікая
  - Чатубхумміка Махасатіпаттхана Нгеттвін нікая
  - Дхамманудхамма Махадвая нікая
  - Вейлувун нікая
  - Дхаммавінаянулома Муладвая нікая
  - Дхаммаютика-нікая Махаїн
  - Ганавімут Гадо
  - Анаукчаунг Двая
- Шрі-Ланка:
  - Сіам-нікай
    - Ватуравіла (Махавіхара Вамшика Ш'ямопалі Васанав-нікай)
    - Малватта
    - Асгірія

  - Амарапур-нікай
    - Кандубода (або Шведжин Нікай)
    - Тапована (або Кальянавамса)
    - Амарапура Сірісаддхаммаванса Маха Нікая
    - Амарапура Мулавамсіка Нікая
    - Ударата Амарапура Нікая
    - Амарапура Сабарагаму Саддхамма Нікая
    - Саддхамма Юттхіка (Матара) Нікая
    - Дадалу Парампараятта Амарапура Нікая
    - Амарапура Мраммавансабхідхаджа
    - Амарапура Ваджіраванса Нікая
    - Сабарагаму Саддхаммаванса Нікая
    - Амарапура Аріяванса Саддхамма Юттика Нікая
    - Джулагандхі Нікая
    - Ударата Амарапура Самагрі Сангха Сабхава
    - Ува Амарапура Нікая
    - Амарапура Срі Дхаммаракшіта Нікая
    - Удукінда Амарапура Нікая
    - Самбуддха Сасанодая Сангха Сабхава
    - Амарапура Маха Нікая
    - Сри Кальяніванса Нікая

  - Рамання-нікай
    - Шрі Кальяні Йогашрама Самстха (Галдува)
    - Делдува
- Таїланд
  - Маха-нікай
    - Дхаммакая

  - Тхаммают-нікай
  - Тайська лісова традиція (камматтхана) (лісові монахи є в обох нікаях)[24]
  - Санті Асоке
  - Суан Моккх[en]
- Лаос
  - Маха-нікай
  - Тхаммают-нікай
- Камбоджа
  - Моха-нікай
  - Тхаммают-нікай
- Індія
  - Маха Бодхі
  - Далітський буддійський рух, Наваяна (Тхеравада з елементами Махаяни та Ваджраяни) (див. Амбедкар, Бхімрао Рамджі)
- В'єтнам
  - Джетавана-вихара (Kỳ Viên Tự)
- Друзі західної буддійської громади (Тхеравада з елементами Махаяни та Ваджраяни)

## Махаяна
- Мадг'яміка
  - Мадг'яміка-рангтонг (свабхавашунья, ніхсвабхававада)
    - Прасангака (погляди Гелуг, Дрікунг Каг'ю, більшості сак'япинських і частини кармапинських лам)
    - Сватантріка
      - Саутрантіка-мадг'яміка-сватантріка
      - Йогачара-мадг'яміка-сватантріка

  - мадг'яміка-жентонг (парабхава-шунья) (Маха-Мадг'яміка, Парамартха-Читтаматра[25]) (погляд Ньїнґма, частини сак'япинських і більшості кармапинських лам, Другпа Каг'ю, Шангпа Каг'ю, Джонанг, Ріме)
    - Сутричний женьтонг (Шак'я Чхогдень зі школи Сак'я, спирається на «десять сутр Татгагатагарбхи» і п'ять книг Майтреянатхи-Асанги)
    - Тантричний женьтонг (спирається на Калачакра-тантру, об'єднаний Долпопа Шераб Гьялценом зі школи Джонанг з сутричним)

  - Детонг[26]
  - Саньлунь -цзун («школа трьох трактатів»)
    - Санрон -сю:— японський варіант (поглинена школою Тендай)
    - Самнон-чонь — корейський варіант
- теорія Татхагатагарбхи («дхатувада») (див. Татгагатагарбха)
- Йогачара (Віджнянавада, Читтаматра)

По відношенню до сприйманого:
- - Сакаравада (тиб. Намденпа[27])
    - Зунзін джаннямпа (gZung -'dzin grang-mnyam-pa, "рівна кількість об'єктів і суб'єктів")
    - Гон(р)а чецальва (sGo-nga phyed-tshal-ba, «половинка яйця»)
    - Нацог нимепа (sNa-tshogs gnyis-med-pa, «неподвійність багатовидів»)

  - Ніракаравада (Анакаравада, тиб. Намцзунпа)
    - Діжі Намцзунпа[28]
    - Діме Намцзунпа

За визнаним авторитетом:
- - Агаманусаріно-віджнянавада (послідовники п'яти трактататів Асангі-Майтреянатхі)
  - Ньяянусаріно-віджнянавада (послідовники семи логічних трактатів Дгармакірті)

Регіональні варіанти:
- - Вейші-цзун (віджняптіматра, «школа тільки-свідомості», також Фасян-цзун (дхармалакшана), циень-цзун; вчений Оуян Цзиньу вважав Вейші та Фасян різними школами[29]) (сакаравада)[30]
    - Субтрадиція Куйцзи (головна лінія)[31]
    - Субтрадиція Юаньце (Вончхика) (ніракаравада)
    - Сінь вейші лунь («нова йогачара»)[32]
    - Цзюйше-цзун — див. вище
    - Попсан-чон (Юсік, Чаин) — корейський варіант
    - Хоссо:-сю: — японський варіант
      - Куся-сю: — див. вище
      - Се:току-сю: (Див. Сетоку, Хорю-дзі)
      - Кіти-Хоссо:-сю:[33]

  - Ділунь-цзун (дашабхуміка):[34]
    - Північний напрям (влилося в школу Фасян)
    - Південний напрям (поглинена школою Хуаянь)

  - Шелунь (самграха) (злилася зі школою Фасян) (ніракаравада))
    - Се:рон-сю: — японський варіант[35]
- Хуаянь-цзун (Юаньжун-цзун) (аватамсака)
  - Байюнь-цзун (влилася в Байлянь-цзун)
  - Хваом-чон (Вŏн-юнъ) — корейський варіант
    -       - Техан пульге Вонг'йо-чонь (Пŏпсŏн-чонь (дхармата), Хедонь, Чуньдо) — корейська школа
      - Чонхва[36]

  - Кегон -сю: — японський варіант (запозичила елементи Ваджраяни)

Чань / Zen / Сон / Тхієн (дх'яна):
- Вінітаручі (Тінідалиуті) — в'єтнамська школа, заснована учнем третього патріарха Сєнцаня
- Хіянсан — корейська школа, заснована учнем четвертого патріарха Даосиня Помнаном, влилася в школу Чоге
- Нютоу-цзун (яп. Годзу) (гошрінга) — школа, заснована учнем четвертого патріарха Даосиня, дотримувалася поглядів Мадг'яміки[37]

Школи, засновані учнями п'ятого патріарха Хунженя:
- Школа Чжишеня, дотримувалася поглядів Віджнянавада
- Школа Лаоланя, дотримувалася поглядів Віджнянавада
- Школа Сюаньши, дотримувалася поглядів Віджнянавада
- Північна школа (Дуншань фа мень, Бей-цзун (яп. Хоку-сю:)) — заснована Шеньсю, дотримувалася поглядів Віджнянавада
- Південна школа (Нань-цзун) — заснована Хуейненом, дотримувалася поглядів Екаяни (див. Татгагатагарбха)
  - Баотан-цзун (сичуанський чань)[38]
    - Школа Хешана Махаяни (тиб. ston-mun-paston-mun-pa, кит. трад. 頓門, акад. дуньмень) (вчення збереглись в кхамській лінії Дзогчена)

  - Цаосі-бей-цзун, Хецзе-цзун-цзун
  - Цаосі-нань-цзун (曹溪南宗)
    - Шітоу-цзун, Циньюань[en]
      - Цаодун-цзун
        - Сото-сю — японський варіант
          - До: гэн-ха (лінія Вансі)
            - Лінія Ейхейдзі[39]
            - Лінія Сеньє та Кйо: го:[40]
            - Лінія Дзякуена
            - Хо: ко:-ха (лінія Канган Гіїна)
            - Лінія Кейдзана
            - Самбо: Ке:дан
              - White Plum Asanga[en]

          - То:ме:-ха
          - То: ре:-ха (東陵派)
          - Прогресивний союз школи Сото[41]
          - Не:рай-сю:
          - Кю: сай-ке: (救世教)
          - Хо: о:-ке: (法王教)

        - Сумісан — корейська школа, влилася в школу Чоге
        - Таодонг-тонг — в'єтнамський варіант

      - Юньмень-цзун (яп. Уммон-сю:, поглинена школою  Ріндзай)
        - Тхао Дионг

      - Фаянь-цзун (поглинена школою  Ліньцзи) (яп. Хо: ген-сю:)

    - Хунчжоу-цзун Наньюе
      - Ліньцзі
        - Хуанлун-цзун (яп. О:рю:)
        - Янци-пай (яп. Ё:ги)
          - Хуцю (яп. Кукю)
          - Дахуей
            - Ніхон Дарума-сю: — японська школа, поглинена традицією  Сото Догена[42][43]

        - Фо Гуан Шань (синтез Чань, Цзинту, Чженьянь. При асоціації існує Фонд розвитку буддизму тхеравади, представлені різні школи тибетського буддизму)
        - Ріндзай — японський варіант
          - Ріиндзай-сю Гендзю:-ха
          - Ріндзай-сю Месіндзі-ха
            - ІтІбата Якусі Ке:дан

          - Сенко:-ха (Кенніндзі-ха) (лінія О:-рю:, див. вище)
          - Е:гі-ха (див. вище Янци-пай)
            - Се: іті-ха (Тьофукудзі-ха)
            - Дайкаку-ха (Кенте:дзі-ха)
            - Хо: кай-ха (法海派)
            - Дайо:-ха
              - лінія Геттана (月菴宗光)
              - лінія Секко:

            - Готтан-ха
            - Дайкю:-ха
            - Сейкан-ха (西礀派)
            - Мугаку-ха (Енгакудзі-ха)
            - Ке: до:-ха (鏡堂派)
            - Іссан-ха (Нандзэндзи-ха)
            - Косен-ха (古先派)
            - Буцуе-ха (仏慧派)
            - Тю:ган-ха
            - Сейсецу-ха (清拙派)
            - Мінкі-ха
            - Дзікусен-ха
            - Гутю:-ха
            - Дайсецу-ха
            - Бецуден-ха (別伝派)
            - Кокутайдзі-ха
            - Дайтокудзі-ха
            - Когакудзі-ха
            - Тенрю:дзі-ха
            - Ейгендзі-ха
            - Хо:ко:дзі-ха
            - Се:кокудзі-ха
            - Буццу:дзі-ха
            - Ко:се:дзі-ха
            - Обаку-сю: — японська школа
            - Фуке-сю: (Хотто:-ха) — японська школа

        - Ламте-тонг — в'єтнамський варіант
          - Ліеу Куан (Liễu Quán)
            - гілка Tb Хіеу
              - Order of Interbeing[en] (Dòng tu Tiếp Hiện) (Тхіен, Тхеравада, Хуаянь)[44]

        - Імдже-джон — корейський варіант

      - Во Нгон Тхонг школа — в'єтнамська
      - Гуйян-цзун-цзун (поглинена школою Ліньцзи) (яп. Иге:)
        - Чуклам[45]

Корейські школи (влилися в школу Чоге):
- -     -       - Сільсансан
      - Тоннісан
      - Каджісан
      - Сагульсан
      - Сонджусан
      - Саджасан
      - Поннімсан

    - Сеіцу-ха (містить елементи Ваджраяни)[46]
    - Хатто-ха (містить елементи Ваджраяни)
    - Техан пульге Чоге-чонь — корейський орден (об'єднує гілки Ліньцзи і Цаодун)
      - Хангук пульге: Тхего-чонь[47] — корейський орден
      - Кван Им Сŏн чонь хве — міжнародна школа, заснована корейським майстром Сун Саном

    - Вон-джонь — корейський орден[48]
    - Вонбульге — корейська школа необуддизму

Буддизм Чистої Землі (амідаїзм, амітоїзм):
- Цзінту-цзун
  - Байлянь-цзун[49] — синкретична школа
  - Тіньдо-тонг — вʼєтнамський варіант
  - Чŏньтхо-чонь — корейський варіант
  - Дзьодо-сю — японський варіант
    - Тіндзей-ха (鎮西派)
    - Нісіяма-ха (西山派)
    - Дзе:до-сю: Сейдзан Букакуса-ха
    - Дзе: до-сю: Сейдзан Дзенрідзі-ха
    - Нембуцу-сю: Самбо: удзан муре:дзю-дзі
    - Сейдзан (елементи Ваджраяни)
      - Дзі-сю:
        - Тайму-ха
        - Юге:-ха
        - Ікко:-ха
        - Окутані-ха
        - Рокудзе:-ха
        - Сідзе:-ха
        - Кайї-ха
        - Рe: дзен-ха
        - Кокуа-ха
        - Ітія-ха
        - Тендо:-ха
        - Гоедо:-ха

    - Ю:дзу-нембуцу-сю:

Сін-буддизм:
- -     - Дзедо-сінсю
      - Сін-сю: О:тані-ха
        - Ітто:-ен — японська синкретична релігія
        - Дзе:до-сін-сю: Хігасі-Хонгандзі-ха
        - Дзайданхо:дзін Хонган-дзі Ідзідзайдан

      - Дзе:до-сінсю: Хонгандзі-ха
        - Сін букке: до:сікай
        - Секісен-гацуха
        - Дзе:до-сін-сю: Сінран-кай
          - Дзе:до-сін-сю: Іті-но-кай

      - Сін-сю: Такада-ха
      - Сін-сю: Букко:дзі-ха
      - Сін-сю: Ко:се-ха
      - Сін-сю: Кібе-ха
      - Сін-сю: Ідзумодзі-ха
      - Сін-сю: Дзе:се:дзі-ха
      - Сін-сю: Саммонто-ха
      - Син-сю: Ямамото-ха
      - Генсисин-сю: (原始眞宗)
      - Каякабе-ке:
      - Сін-сю: Дзе:ко:дзі-ха
      - Сін-сю: Те:сей-ха
      - Сін-сю: Кіта-Хонгандзі-ха
      - Дзе: до-сінсю: До: бо: ке: дан (真宗北本願寺派)
      - Дзе до-сінсінсю: Дзе: ко: дзі-ха (淨土真信宗浄光寺派)
      - Монто-сю: Ітімі-ха
      - Гуган-сінсю: [Архівовано 5 листопада 2014 у Wayback Machine.]
      - Буцуген-сю: Енітікай
      - Дзе:до-сін-сю: Кенго:ін-ха
      - Дзе:до-сін-сю: Кеко:-кай
      - Букке:-синсю: (仏教真宗)

  - Тендай Сіндзей-сю: (напрямок в школі Тендай, див. нижче)
  - Ко:му: нумбуцу сінгосу: сю: (напрямок в школі Сінгон, див. нижче)
- Непань-цзун (нірвана)— поглинена школою Тяньтай
  - Ельбан-чонь (Сіхин) — корейський варіант
- Тяньтай-цзун (школа Лотосової сутри)
  - Шаньцзя (山家)[50]
  - Шаньвай (山外)
  - Тхіентхай-тонг — в'єтнамський варіант
  - Чхŏнтхе-чон — корейський варіант
    - Чхŏнтхе соджа чонь (кор. 천태소자종, 天台疏字宗천태소자종, 天台疏字宗)
    - Чхŏнтхе пŏпса чонь (кор. 천태법사종, 千台法事宗천태법사종, 千台法事宗)
    - Техан пульге Пŏпхва чонь
    - Пуріп
    - Ільсон

  - Тендай-сю: — японський варіант, містить елементи Ваджраяни
    - Есін-рю: (恵心流)[51] → Кава-рю: («річковий напрям»)[52]
      - Хо: тібо:-рю:
      - Сугіу-рю:
      - Ге: сенбо:-рю:
      - Цутімікадо-мондзекі-рю:

    - Данна-рю: (檀那流) → Тані-рю: («рівнинний напрямок»)
      - Еко: бо:-рю:
      - Бісямондо:-рю:
      - Тікурінбо:-рю:
      - Інокума-рю:

    - Саммон-рю: («гірська гілка»)[53][54]
      - Дзікаку-дайсі-рю:

    - Тендай-дзімон-сю: («храмова гілка»)
      - Тисе:-дайсі-рю:
      - Мії-рю:
      - Хо: ман-рю:
      - Хондзан-сюгендо:-сю:

    - Тендай Сіндзей-сю:
    - Ва-сю
    - Се: каннон-сю:
    - Кімпусен Сюген хон-сю:
    - Ме: ген-сю: (妙見宗)
    - Союз за реформу школи Тендай
    - Анраку-ріцу (Анраку-ха 安楽流)
    - Саммай-рю:
    - Ано:-рю:
    - Санно:-сінто: — синкретичний рух, що об'єднював синто, Тендай та даосизм
    - Курамако:-ке
    - Нембо:-синке

Нітіренизм:
- -     - Нітірен-сю
      - Ітті-ха (шанування всієї Лотосової сутри)
        - Мінобу-монрю: (Ніко:-монрю:)
          - Ніппондзан Меходзі
          - Рей ю: кай

Рухи, які вийшли з Рей ю кай (霊友会系教団):
- -     -       -         -           -             - Ріссе: ко:сей кай
            - Буссе гонен кай ке:дан
            - Ме:ті кай ке:дан
            - Ме:до кай ке:дан
            - Ко:до: ке:дан
            - Дзайке букке: кокоро но кай
            - Сісін-кай
              - Кісін-кай

            - Сейгі-кай ке:дан
            - Дайєй-кай ке:дан
            - Ніхон кейсінсу:содзісю:дан
              - Фуме:-кай ке:дан

            - Хоссі-сю:
            - Рей хо: кай

        - Хама-ха (Ніссе:[en]-монрю:)
        - Ікегамі-монрю: (Нітіро:-монрю:, Хікігаяцу-монрю:)
          - Сідзе:-монрю: (Нітідзо:-монрю:)
            - Фудзю-фусе-ха (Нітіо:-монрю:, Хонге-се: сю:)
              - Фудзю-фусе Нітірен Ко:мон сю: (Цудера-ха, Фудо: сі-ха)
              - Нітірен-сю: Фудзю-фусе-ха (Хісасі-ха, До: сі-ха)

            - Хонге Нітірен-сю (Кіото)

          - Рокудзе:-монрю: (Нітідзе:-монрю: (日静門流))

        - Накаяма-монрю: (Нітідзе:-монрю: (日常門流))

      - Се:рецу-ха (упор на другій та шістнадцятій главах Лотосової сутри)
        - Сяка хомбуцу рон (початковий Будда — Шак'ямуні):
          - Нітідзю:-ха (виділилася з Нітідзе: -монрю: (日常門流))
            - Кемпон Хокке-сю: (Нитирен-сю: Ме:мандзі-ха)
            - Нітірен-сю: Дзю:сі-кай

          - Хоммон Хокке-сю: (Нітірен-сю: Хаппон-ха, Нітірю:-монрю:) (виділилася з Нітідзо:-монрю:)
            - Хоммон Буцурю:-сю:
              - Хоммон ке:о:-сю:
              - Нітірен сюгі Буцурю:-ко:

            - Хокке-сю: Хоммон-рю:
              - Нітірен-хокке-сю:

            - Дзайке Нітірен-сю: Дзе:фу: кай

          - Хокке-сю: сіммон-рю: (Хомме:-хокке-сю: , Нітісін-монрю:, Нитирен-сю: Хонрю:дзі-ха) (виділилася з Нитидзо:-монрю:)
          - Хокке-сю: дзіммон-рю: (Нітідзін-монрю:, Нітірен-сю: Хондзе:дзі-ха) (виділилася з Нитидзе: -монрю: (日静門流))

        - Нітірен хомбуцу рон (початковий Будда — Нітірен): Хоммон-сю: (Ко: мон-ха, Фудзі-монрю:, Нікко:-монрю:)
          - Кайдан-ха (Нітімоку-монрю:)
            - Нітірен-се:сю: (Нітідо-монрю:, Секісан-ха, Нітірен-сю: Фудзі-ха)
              - Се:сін-кай
              - Фудзі Тайсекі-дзі Кенсе:-кай
              - Сока Гаккай
              - Се: бо: Хокке-сю: (正法法華宗) (головний храм — Тайке:-дзі)
              - Хоммон-се:сю:

            - Ку-ме:-ре: дзан-ха (Нітіго:-монрю:)
              - Дай Нітірен-сю:

          - Ко: то: хо: ен кай (Кітаяма-монрю:, Дансе-ха)
          - Хокке-сю: Ко:-монрю: (Нісіяма-ха, Нітідай-монрю:)
          - Нітірен-хонсю: (Е:ходзі-ха, Е:сан-ха, Нітідзон-монрю:)

      - Прогресивний союз школи Нітірен
      - Кокутю:-кай
        - Хонгэ мё: сю: рэммэй

      - Хокке-Нітірен-сю: (法華日蓮宗) (головний храм— Хо:рю:-дзи)
      - Хомпа Нітірен-сю: (本派日蓮宗) (головний храм — 宗祖寺)
      - Хонге Нітірен-сю: (本化日蓮宗) (Хего, головний храм — 妙見寺)
      - Хокке-синто: — шанування синтоїстських камі камі в школі Нітірена
      - Нітірен-сю: аойко:
      - Хатідайрю:о: дайсідзен айсін ке:дан
      - Хатідайрю:о: дзінхакко: се:дан
- Фудо:-сю: — японська школа
- Критичний буддизм (хіхан букке) — японсько-китайська течія.
- Чань сюе (‘вчення про споглядання') —  напрям в китайському буддизмі III—V ст., який робив акцент на практиці сидячої медитації. Вплинуло надалі на школи Тяньтай і Чань[56]
- Божо сюе (‘вчення про мудрість') — напрям в китайському буддизмі III—VI ст., який робив акцент на вивченні і тлумаченні сутр Праджняпараміти, вплинуло на школу  Саньлунь: Лю цзя ци цзун[57]:
  - Беньу-цзун (本无宗)
  - Беньві-цзун 本无异宗
  - Цзісе-цзун 即色宗
  - Сіньу-цзун 心无义
  - Ханьші-цзун 含识宗
  - Хуаньхуа-цзун 幻化宗
  - Юаньхуей-цзун 缘会宗
- Саньцзе-цзун[58] — китайська школа
- Биу шон кі хионг («дивний аромат з дорогоцінної гори») — синтез Махаяни і Тхеравади.
  - Фатзяо Хоахао — в'єтнамська синкретична школа
- Бинь сюен[59] — в'єтнамська синкретична секта
- Сутара-сю: (須多羅宗, «школа сутр») — японська школа, займалась розтлумаченням сутр Праджняпараміти.
- Сідзенті-сю: (自然智宗, «школа природної мудрості»)  — японська школа
- Помун-чонь — корейський жіночий орден
- Міле цзяо («Вчення Майтреї») — китайська пробуддійська секта
- Ленце-цзун (ланкаватара) — школа Ланкаватара-сутри, попередниця Чань
- Сінсей Букке: Ке:дан — японська нова релігія
- Томун-чонь — корейська школа (кор. 도문종, 道門宗도문종, 道門宗)

## Ваджраяна
Тибето-монгольський буддизм:
- Ньїнґма-па
  - Міжнародна Дзогчен-громада, створена Намхаєм Норбу Рінпоче (Санти Маха Сангха)
  - Балагатський рух[60] → необуддизм Б. Д. Дандарона[61][62]

Шість материнських монастирів:
- - Дорчже Драг
  - Міндролінґ
  - Палрі
  - Катхог
  - Пельюль
  - Дзогчен
  - Шечен

Відомі цикли терма:
- - Лонгчхень Ньїнґтхиг
  - Чоклінг Терсар
  - Намчхой
  - Дуджом Терсар
  - Джангтер
  - Кхордонг Тер

Сарма-па:
- Сак'я-па
  - Власне сама Сак'я
    - Нгор-па
    - Цар-па

  - Бодонг-па
  - Булуг-па (Шалу)
  - Цзонг
- Стародавня Кадам-па[63] → Гелуг-па (Нова Кадам-па)[64]
- Каг'ю(д)-па
  - Шангпа Каг'ю (нині не існує як окрема школа, навчання передаються в рамках інших ліній Каг'ю і Сак'я)
  - Марпа Каг'ю

«Чотири великих колони» (Ka-chen bzhi):
- -     - лінія Ог Чойк'ї-Дорже (rNgog Chos-kyi-rdo-rJe)
    - лінія Цура (’Tshur dBang-gi-rdo-rje)
    - лінія викладена згідно системі Мецонпи (Mes-tshon-po dPyal-se-tsa)
    - лініи учнів Міларепи:
      - Речунг Каг'ю (нині не існує як окрема школа)
      - Дагпо Каг'ю
        - Карма Каг'ю Камцханг
          - Сурманг Каг'ю
            - Шамбала-буддизм
            - Celtic Buddhism

          - Неньдо Каг'ю
          - Г'ялтень Каг'ю
          - Буддизм Діамантового Шляху Оле Нідала[66]

        - Цалпа Каг'ю (поглинена школою Гелуг)
        - Баром Каг'ю
        - Пагдру Каг'ю[de] (чи П(х)агмо Д(р)укпа Каг'ю)
          - Таглунг Каг'ю
            - Верхня Таглунг Каг'ю
            - Нижня Таглунг Каг'ю

          - Тропху Каг'ю
          - Лінгре Каг'ю
            - Друкпа Каг'ю
              - Бар-Друкпа (Верхня Друкпа)
                - Барава Каг'ю

              - Мар-Друкпа (Середня Друкпа)
                - Чж'янг-Друк (Північна Друкпа)
                - Хло-Друкпа-Каг'ю (Південна Друкпа)

              - То-Друкпа (Нижня Друкпа)
              - Ар'я Майтрея Мандала (Другпа Каг'ю , Гелуг, Чань, Тхеравада)[67]

          - Марцанг Каг'ю
          - Елпа Каг'ю (злилася з Карма Каг'ю)
          - Язанг Каг'ю
          - Шугсеб Каг'ю (поглинена школою Ньїнґма)
          - Дрікунг Каг'ю
            - Хланангпа (Хлапа)

          - Дагпо Каг'ю (лінія трьох дядьків і племінників з Дагпо Цалми)[68]
- Ка-Ньїнг (Каг'ю + Ньїнґма)[69]
- Рипа (аскетична йогічна традиція в Каг'ю і Ньїнґма)[70]
- Джонанг-па
- Дугел Шіджед-па та Чод (не існує як окрема лінія, але вчення практикуються у всіх школах):

Шіджед:
- - Старша (рання) лінія:[71]
    - Школа Ма (rMa)
    - Школа Сочунви (So-chung-ba)
    - Школа Кама (sKam Ye-shes rGyal-mtshan)[72]
      - Верхня лінія
      - Нижня лінія

  - Середня лінія:[73]
    - Школа Тапі (Gra-pa mNgon-shes)
    - Школа Че (lCe)
    - Школа Чжанчунві (lJang-chung-ba)[74]
      - Мала гілка Середньої лінії («Окрема» лінія) — bRgyud-pa thor-bu-pa

  - Молодша (пізня) лінія[75]
  - Таємна «Єдина» лінія[76]

Чод:
- - Пхо Чод (чоловічий чод)
  - Мо Чод (жіночий чод)
- Бон[78][79][80]
- Ріме (внесектарна течія)

Неварський буддизм (див. Неварці)
Східноазіатський
тантризм:
- Чженьянь-цзун (мантра) (Мі-цзун)
  - Сінґон-сю: — японський варіант
    - Коги Сінґон-сю:[81]
      - Хіросава-рю:[82]
      - Оно-рю: (小野流)
      - Ко:я-сан Сінґон-сю: (див. Коя-сан)
        - Тюїн-рю
        - Накаяма сінго се:сю:
          - Сінго се:сю:

        - Бентен-сю: (див. Сарасваті)

      - То:дзі Сінґон-сю:
      - Сінґон-сю: Дзенцу:дзі-ха
      - Сінґон-сю: Дайго-ха
        - Сінне: саммая рю:

      - Сінґон-сю: Омуро-ха
      - Сінґон-ріссю:
        - Сінан-рю:[83]
        - Себо-ріцу[84]

      - Сінґон-сю: Дайкакудзі-ха
      - Сінґон-сю: Сенню:дзі-ха
        - Ко:ме: нембуцу сінгосе: сю:

      - Сінґон-сю: Ямасіна-ха
      - О:но-ха
      - Сігісан Сінґон-сю:
      - Сінґон-сю: Накаямадера-ха
      - Сінґон Самбо:-сю:
      - Сінґон-сю: Сумадера-ха
      - Сінґон-сю: То:дзі-ха

    - Сінгі-Сінґон-сю:
      - Сінґон-сю: Тісан-ха
      - Сінґон сю: Будзан-ха
      - Сінґон-сю: Кокубундзі-ха (真言宗国分寺派)
      - Сінґон-сю: Муро:дзі-ха
      - Сінґон-сю: Інунакі-ха (真言宗犬鳴派)

    - Тодзан-ха[85]
    - Ре:бу-сінто: («двостороннє синто») — течія, що об'єднує елементи синто, Сінґон та Тендай
    - Сінне єн
    - Агон-сю: — маргінальна японська школа
    - Татікава-рю:
    - Іссай-сю:
    - Гедацу-кай — синкретична синто-буддійська релігія

  - Тендай (походить з китайської школи Тяньтай, таємне вчення (мікке) запозичене у Сінґон) (див. вище)
  - Чін-он-чон (Сін-ин, Чінгак) — корейський варіант
  - Чоньджи-чонь (кор. 총지종, 摠持宗총지종, 摠持宗) — корейська школа
  - Мат-тонг — в'єтнамський варіант.

## Узагальнювальні терміни
- [Фа]сін-цзун («школа суті дгарм») —  узагальнююча назва шкіл Хуаянь, Саньлунь, Тяньтай, Чженьянь (на противагу [Фа] сян — школі «властивостей дгарм»)[86]
- Червоношапкові школи (zhwa dmar) — Ньїнґма, Каг'ю, Сак'я (на противагу жовтошапковій (zhwa ser) Гелуг та чорношапковій (чи білошапковій — zhwa dkar) Бон (іноді чорношапковій (zhwa nag) називають Карма Каг'ю, Другпа Каг'ю та Дрікунг Каг'ю), сіней Чань)[87]
- Школи сутр (цзін цзун) — східноазійські школи, що ґрунтуються безпосередньо на сутрах, і не мали точного індійського аналога — Тяньтай (Фахуа), Хуаянь, Непань, Ленце, Нітірен (Хокке), Сутара.
- Школи трактатів (лунь цзун) — східноазійські школи, що ґрунтуються на шастрах — Саньлунь (Сілунь), Фасян/Вейші, Шелунь, Ділунь, Ченші, Цзюйше, Пітань.
- Школи споглядання (чань цзун) — східноазійські школи, що приділяють основну увагу практиці психотехніки — Чань, Чженьянь, Люй, Цзинту.
- П'ять домів та сім школ (у цзя, ці цзун) Чань — Гуйян, Фаянь, Юньмень, Цаодун, Ліньцзи та два відвітвлення Ліньцзи — Хуанлун та Янці.
- Пять доктринальних шкіл та дев'ять гір (о-ге (джонь), ку сан) епохи Силла та ранньої Коре — Кеюль (Намсан), Попсон (Чундо), Попсан (Чаин), Вон-юн (Хваом), Ельбан та дев'ять шкіл Сон[88]
- П'ять доктринальних та дев'ять медитаційних [шкіл] (о-ге янь-джŏнь) корейського буддизму — Кеюль, Попсан, Чундо, Хваом, Сіхин; Сон та Чхонтхе; пізніже об'єднані в дві школи — доктринальну і споглядальну  (선교 양종)
- Дев'ять гір (ку сан) сон-буддизма: Сільсансан, Тоннісан, Каджісан, Сагульсан, Сонджусан, Саджасан, Поннімсан, Сумісан, Хіянсан.